# Enrique de Egas

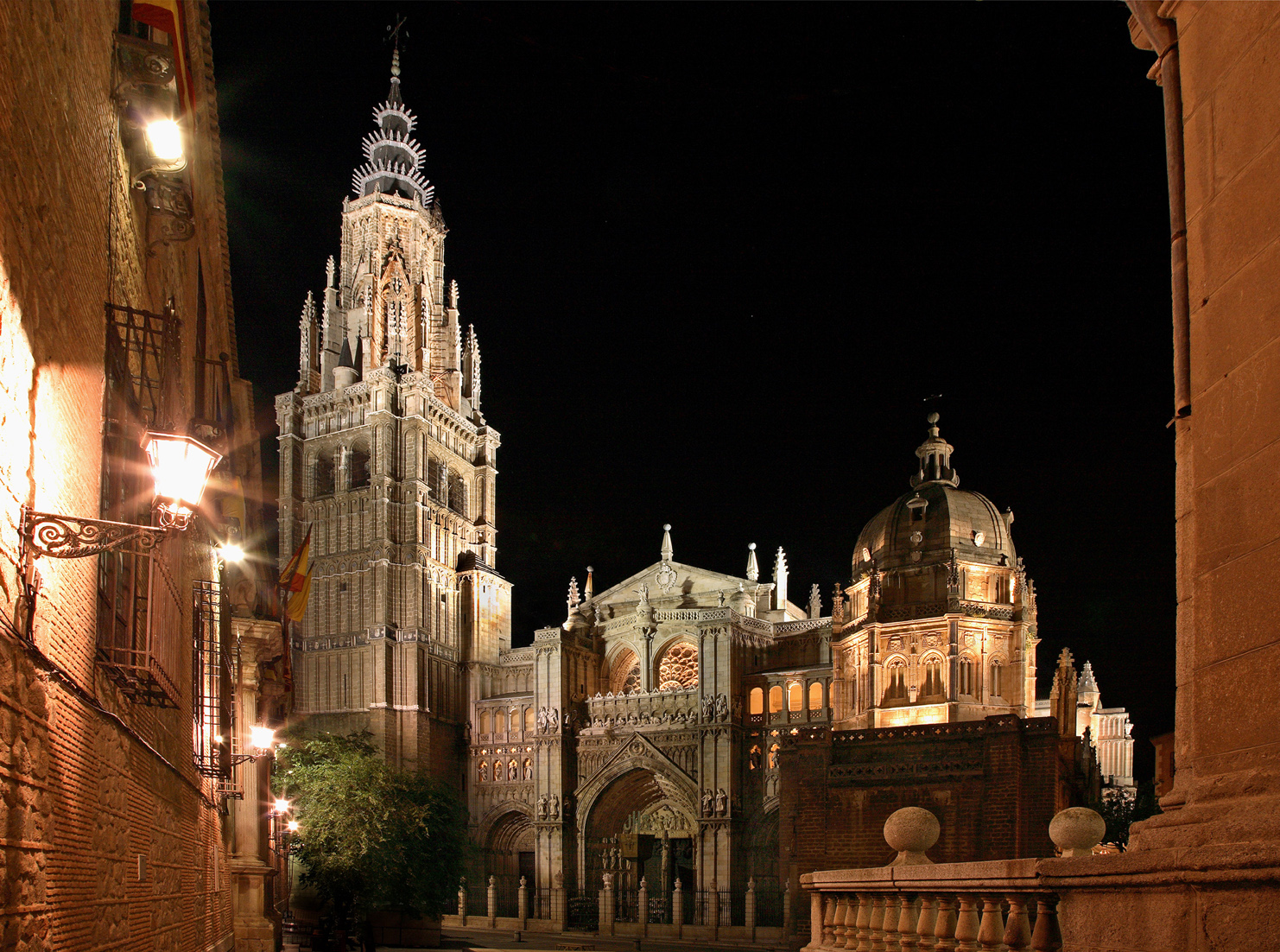
Fasada Katedry w Toledo nocą

Enrique de Egas (ok. 1455 w Toledo, zm. 1534) – hiszpański architekt, jeden z prekursorów stylu plateresco. Najważniejsze osiągnięcia:
- 1494–1534, główny budowniczy katedry w Toledo
- 1506–1517, projekt Capilla Real w Grenadzie;
- 1521–1528, pierwszy architekt katedry w Grenadzie.